# Глушков, Николай Николаевич
Никола́й Никола́евич Глушко́в (26 декабря 1920, д. Бобыли, Вятская губерния — 22 января 1992, Винница) — гвардии подполковник Советской Армии, участник Великой Отечественной войны, Герой Советского Союза (1943).

## Биография
Николай Глушков родился 26 декабря 1920 года в деревне Бобыли в семье крестьянина. Окончил десять классов. В 1939 году Глушков был призван на службу в Рабоче-крестьянскую Красную Армию. В 1941 году он окончил Челябинскую военную авиационную школу стрелков-бомбардиров. С июня того же года — на фронтах Великой Отечественной войны. Был штурманом воздушного корабля «ТБ-3», затем самолёта «Ли-2». Участвовал в боях под Киевом, битве за Москву, снабжении крымских партизан, Сталинградской битве.
К июлю 1943 года гвардии лейтенант Николай Глушков был штурманом воздушного корабля «ТБ-3» 4-го гвардейского авиаполка 62-й авиадивизии 6-го авиакорпуса дальнего действия. К тому времени он совершил 225 боевых вылетов на бомбардировку военно-промышленных центров в глубоком тылу противника, нанеся ему значительный ущерб.
Указом Президиума Верховного Совета СССР от 18 сентября 1943 года за «образцовое выполнение боевых заданий командования на фронте борьбы с немецкими захватчиками и проявленные при этом мужество и героизм» гвардии лейтенант Николай Глушков был удостоен высокого звания Героя Советского Союза с вручением ордена Ленина и медали «Золотая Звезда» за номером 1750.
Всего же за годы войны Глушков совершил 312 боевых вылетов. После окончания войны он продолжал службу в Советской Армии. В 1963 году в звании подполковника он был уволен в запас. Проживал в Виннице, до выхода на пенсию работал заместителем председателя объединённого комитета профсоюза авиационных работников. Скончался 22 января 1992 года, похоронен на Центральном кладбище Винницы.

## Награды
- Орден Красного Знамени (18.8.1942)[4];
- Герой Советского Союза (орден Ленина и медаль «Золотая Звезда», 18.9.1943[5])
- два ордена Отечественной войны 1-й степени (3.8.1944[6], 6.4.1985[7]);
- орден Красной Звезды;
- медали[3], в том числе:
  - «За отвагу» (8.7.1942)[8];
  - «За боевые заслуги» (15.11.1950);
  - «За оборону Сталинграда (22.12.1942)»[6]
  - «За оборону Ленинграда» (22.12.1942)[6]
  - «За оборону Кавказа» (1.05.1944);
  - «За победу над Германией в Великой Отечественной войне 1941-1945 гг.» (9.05.1945);
  - «За взятие Берлина» (9.6.1945)[9].

## Комментарии
1. ↑  В Свечинском районе Кировской области существовали две деревни Бобыли:
1) Бобыли (Мосинский), относившаяся к Медведевской, затем — Юмской волости Котельничского уезда, в последующем входившая в состав Ульяновского сельсовета Свечинского района; упразднена 14.5.1979[1];
2) Большие Бобыли (Бобыли, Предеинский), относившаяся к Синцовскской, затем — Круглыжской волости Котельничского уезда, в последующем входившая в состав Ивановского сельсовета Свечинского района; не сохранилась[2].